# Országos Idegenrendészeti Főigazgatóság
Az Országos Idegenrendészeti Főigazgatóság (honlapja: www.oif.gov.hu) országos hatáskörű, önálló költségvetési szerv Magyarországon, amely menekültügyi és idegenrendészeti ügyintézési feladatokat lát el, és a rendészetért felelős miniszter irányítása alá tartozik.

## Története
A 162/1999. (XI. 19.) számú kormányrendelet hozta létre Bevándorlási és Állampolgársági Hivatal néven. 2017. január 1. óta az állampolgársági ügyek a Miniszterelnökséghez kerültek, azt követően a neve Bevándorlási és Menekültügyi Hivatal volt, hivatalos rövidítése pedig BMH.
Neve 2019. július 1-jén Országos Idegenrendészeti Főigazgatóságra változott, mely a rendészetért felelős miniszter irányítása alá tartozik. A hivatal főigazgatója miniszteri biztosként dolgozik december 31-éig. Július 1-jén hatályát vesztette a Bevándorlási és Menekültügyi Hivatalról szóló 361/2016. (XI.29.) Korm. rendelet.

## Feladatköre
A Hivatal állami feladatként ellátandó alaptevékenységét, rendeltetését a vonatkozó jogszabályok, valamint az alapító okirat határozza meg: 
1. a Hivatal ellátja a szabad mozgás és tartózkodás jogával rendelkező személyek, valamint a harmadik országbeli állampolgárok beutazásáról és tartózkodásáról szóló jogszabályokban meghatározott feladatokat;
2. idegenrendészeti hatóságként ellátja a jogszabályokban a hatáskörébe utalt idegenrendészeti feladatokat;
3. központi vízumhatóságként kapcsolatot tart más schengeni államok központi hatóságaival, a SIS-jelzésekkel összefüggésben megkereséssel él a nemzeti SIRENE iroda felé, és reagál a SIRENE iroda megkereséseire;
4. menekültügyi hatóságként ellátja a jogszabályokban hatáskörébe utalt menekültügyi feladatokat;
5. útlevélhatóságként ellátja a bevándorolt, letelepedett jogállású személy és a hontalan úti okmányával kapcsolatos hatósági feladatokat, a menekültként elismert személyek kétnyelvű úti okmányával, az oltalmazottként elismert személyek úti okmányával, továbbá a menedékesek úti okmányával összefüggő hatósági feladatokat;
6. ellátja az országinformáció szolgáltatásáért felelős szerv (Dokumentációs Központ) jogszabályban meghatározott feladatait;
7. végrehajtja a migrációs tárgyú nemzetközi szerződésekből adódó feladatokat, engedélyezi, szervezi és koordinálja a visszafogadási egyezmények szerinti hatósági kísérettel történő átszállításokat;
8. kapcsolatot tart a migrációs kérdésekkel foglalkozó nemzetközi szervezetekkel.

## Első fokú hatóságként
Menekültügyi és idegenrendészeti elsőfokú hatóságként jelenleg az ország területén 7 regionális igazgatóság összesen 24 kirendeltsége intézi az ügyfelek évről évre növekvő számú ügyeit. Az alárendeltségében működő befogadó intézmények jelenleg az ország 6 pontján biztosítanak elhelyezést és ellátást menekültügyi és idegenrendészeti eljárással érintett ügyfeleknek.